# Ernstville
Ernstville es un lugar designado por el censo ubicado en el condado de Washington en el estado estadounidense de Maryland. En el Censo de 2010 tenía una población de 56 habitantes y una densidad poblacional de 145,11 personas por km².

## Geografía
Ernstville se encuentra ubicado en las coordenadas 39°37′49″N 78°1′26″O / 39.63028, -78.02389. Según la Oficina del Censo de los Estados Unidos, Ernstville tiene una superficie total de 0.39 km², de la cual 0.39 km² corresponden a tierra firme y (0%) 0 km² es agua.

## Demografía
Según el censo de 2010, había 56 personas residiendo en Ernstville. La densidad de población era de 145,11 hab./km². De los 56 habitantes, Ernstville estaba compuesto por el 92.86% blancos, el 0% eran afroamericanos, el 0% eran amerindios, el 1.79% eran asiáticos, el 0% eran isleños del Pacífico, el 0% eran de otras razas y el 5.36% pertenecían a dos o más razas. Del total de la población el 0% eran hispanos o latinos de cualquier raza.